# Nsima Peter
Nsima Peter (28 dicembre 1988) è un calciatore nigeriano, attaccante dello Stafsinge IF.

## Carriera
Cresciuto in Nigeria nel Wikki Tourists, Peter è approdato in Svezia nel febbraio del 2011 quando ha svolto un provino con il Kristianstads FF, squadra che lo ha tesserato ad aprile e che all'epoca militava nella terza serie nazionale. Dopo alcuni primi mesi difficili di ambientamento (in cui o subentrava a partita in corso o rimaneva in panchina per tutti i 90 minuti), il 2 luglio 2011 Peter è partito per la prima volta da titolare e ha segnato una tripletta nel 6-0 all'Oddevold.
Terminato il contratto con il Kristianstads FF, Peter si è unito in prova al Varberg nel gennaio del 2013, ottenendo un contratto triennale nel corso del mese successivo. Durante il suo primo campionato di Superettan – la seconda serie del calcio svedese – ha segnato 2 reti in 19 presenze, alternando partite da titolare ad altre dalla panchina. Nella Superettan 2014 ha trovato maggiore spazio dal primo minuto, chiudendo con 8 reti in 23 partite. Nella Superettan 2015 invece ha realizzato 7 reti in 27 apparizioni, rinnovando poi a fine stagione anche per la stagione 2016, che lo ha visto siglare 10 gol in 26 presenze.
Al suo quadriennio al Varberg è poi seguito il biennio all'IK Frej: con i gialloneri ha segnato 8 gol in 26 presenze nella Superettan 2017 e 10 gol in 24 presenze nella Superettan 2018, prima di lasciare la squadra a fine contratto.
La stagione 2019 è stata la prima disputata da Peter nel campionato di Allsvenskan, dato che il giocatore ha firmato un accordo di due anni con il neopromosso Falkenberg. Durante il torneo la squadra è stata spesso in zona retrocessione – al punto che occupava l'ultimo posto in classifica anche a due gare dalla fine – ma poi ha ottenuto la salvezza diretta grazie a un gol di Peter al 92' minuto dell'ultima giornata, per il definitivo 1-0 su una diretta concorrente quale l'AFC Eskilstuna. È stato il quarto gol stagionale nelle 23 partite disputate in quell'annata dall'attaccante nigeriano. Al termine del campionato 2020, concluso da Peter con 3 gol in 21 presenze e la retrocessione del Falkenberg in Superettan, egli è rimasto svincolato.
Nel gennaio del 2021 ha sottoscritto un accordo con i turchi dell'Akhisar Belediyespor, militanti nella seconda serie nazionale, ma già ad agosto è tornato a titolo definitivo al suo precedente club del Falkenberg, nel campionato di Superettan. In questa sua breve seconda parentesi nel club, Peter ha segnato 2 reti in 11 partite, le quali non hanno evitato l'ultimo posto in classifica e la retrocessione in terza serie.
Peter ha comunque continuato a giocare in seconda serie anche nel 2022, con l'ingaggio annuale da parte del neopromosso Utsikten. In 22 presenze ha realizzato 4 gol, mentre la squadra ha chiuso all'undicesimo posto, salvandosi.
Nel gennaio 2023 è approdato a parametro zero nella seconda serie rumena in virtù dell'accordo con l'AFC Unirea 04 Slobozia con cui però non ha mai giocato, tanto che due mesi più tardi è stato presentato dal Nordic United. Qui ha messo a referto 6 gol in 23 partite del campionato di Ettan 2023, la terza serie svedese, con la squadra che ha chiuso al secondo posto nel proprio girone perdendo poi contro l'Örgryte gli spareggi per salire in Superettan.
Peter è sceso ulteriormente di categoria nel marzo 2024 con il suo approdo allo Stafsinge IF, squadra (con sede nei dintorni di Falkenberg) impegnata in Division 3 ovvero il quinto livello del calcio svedese.